# Kosmos 91
Kosmos 91 – radziecki satelita rozpoznawczy. Dwunasty statek typu Zenit-4 należącego do programu Zenit, którego konstrukcja została oparta na załogowych kapsułach Wostok.